# ターニャ・サヴィチェワ

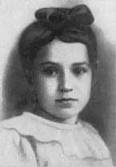
ターニャ・サヴィチェワ

タチアナ・ニコライェーヴナ・サヴィチェワ（ロシア語：Татья́на Никола́евна Са́вичева、ラテン文字表記の例：Tatyana Nikolayevna Savicheva、通称ターニャ（Таня / Tanya）、1930年1月25日 - 1944年7月1日）は、レニングラード包囲戦の渦中において『日記』を残した少女。

## 生い立ち
ターニャはニコライ・ロディオノヴィッチ・サヴィチェフとマリーヤ・イグナチェーヴナ・サヴィチェワの末子として生まれた。父親は彼女が6歳の時に亡くなり、妻のマリーヤと二男（ミハイル、リョーカ）三女（ターニャ、ジェーニャ、ニーナ）が遺された。
一家は1941年の夏を田舎で過ごす予定だったが、6月22日に始まった独ソ戦によって彼らの計画は台無しになった。既に街を離れていたミハイル以外は全員レニングラードに残ることにした。彼らはそれぞれ軍を手伝って働いた。マリーヤは軍服を縫い、リョーカはアドミラルティ造船所で旋盤を動かし、ジェーニャは弾薬工場で地雷のケースの製造に従事し、ニーナは防衛ラインの工事に携わり、叔父のヴァーシャとリョーシャは防空部隊に参加した。11歳のターニャも塹壕を掘り爆弾を運んでいた。
ある日、ニーナが仕事に出たまま帰ってこなかった。彼女はラドガ湖へ送られ、そこから急遽市外へ脱出させられていた。しかし家族はそのことを知らず、彼女が死んだものと考えた。

## ターニャの日記

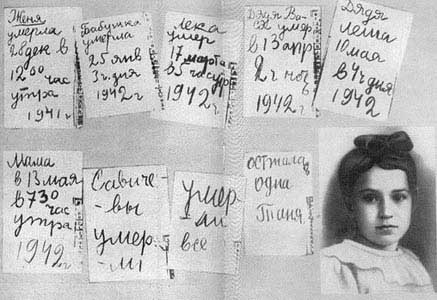
ターニャの日記（右下がターニャ）

ニーナがいなくなってから数日後、母のマリーヤはターニャに姉の物だった小さな手帳を与えた。後にそれは『ターニャの日記』として知られるようになる。ターニャは厚手のノートに彼女の人生で重要なことを全て記録した、ちゃんとした日記を付けていたが、冬にストーブにくべる物がなくなってそのノートを燃やしてしまい、姉の手帳をその代わりにしたのである。
最初の記録は12月28日に姉のジェーニャの死亡から始まっている。
| 「 | 1941年12月28日の午前12時、ジェーニャが死んだ。(Женя умерла 28 дек в 12.00 час утра 1941 г.) | 」 |

ジェーニャは、毎日まだ暗いうちに起きては7キロを徒歩で往復し、1日2交代の工場勤務ばかりか就業後の献血もした。もともと体の弱かった彼女はそんな生活を続けられず、工場で死亡したのである。それからの日々、手帳には肉親が死んだという事実とその日時だけが淡々と綴られていく。
| 「 | 1942年1月25日の午後3時、おばあちゃん（エフドキヤ・グリゴリェーヴナ）が死んだ。(Бабушка умерла 25 янв. 3 ч. дня 1942 г.) 1942年3月17日の午前5時、リョーカが死んだ。(Лёка умер 17 марта в 5 часутра в 1942 г.) 1942年4月13日の深夜2時、ヴァーシャおじさんが死んだ。(Дядя Вася умер в 13 апр 2 ч ночь 1942 г.) 1942年5月10日の午後4時、リョーシャおじさん(Дядя Леша 10 мая в 4 ч дня 1942 г.) 1942年5月13日の午前7時半 ── ママ(Мама в 13 мая в 7.30 час утра 1942 г.) | 」 |

『日記』は次の言葉で終わっている。
| 「 | サヴィチェフ家は死んだ(Савичевы умерли) みんな死んだ(Умерли все) 残ったのはターニャだけ(Осталась одна Таня) | 」 |

## その後
1942年8月、レニングラードから救出された140人の子供たちがクラスヌイ・ボール村へ送られた。クラスヌイ・ボールの孤児院の教師だったアナスタシヤ・カルポワは、幸運にも1941年にレニングラードを離れていたターニャの兄ミハイルへ手紙を書いている。
「ターニャは生きていますが、とても具合が悪そうです。彼女を診た医師は重い病気だと言っています。彼女には静養、特別な看護、滋養、良い気候、そして何よりも母親の優しさが必要です」
クラスヌイ・ボール村へ送られたターニャは、1944年5月にシャトコフスキー病院に入院。わずか1ヶ月後に亡くなり、クラスヌイ・ボール村に避難した子供たちの中でただ1人の犠牲者となった。
サヴィチェフ家の中で生き残ったニーナとミハイルは戦後レニングラードへ戻り、遺されたターニャの小さな手帳は、ニュルンベルク裁判の際に連合国の検事によって証拠品の一つとして提示された。現在『日記』はレニングラード歴史博物館に、そのコピーがピスカリョフ記念墓地に展示されている。

## 関連書籍
- 『ターニャの日記』（文：早乙女勝元、絵：矢崎芳則、出版：日本図書センター）ISBN 9784820566151